# 趙炳龍
趙炳龍（1617年—1697年），字文成，一字雲升，晚號揪園老人，雲南劍川州人，明末文人。
崇禎十五年（1642年）舉壬午科雲南鄉試。永曆時，授戶部員外郎。南明亡，隱居石寶山以終。卒年八十一。

## 著作
工書法詩文。